# Rue d'Alger (Nantes)
Pour les articles homonymes, voir Rue d'Alger.
La rue d'Alger est une voie de Nantes, en France.

## Situation et accès
Située dans le centre-ville de Nantes, larue d'Alger, qui relie la rue de Bréa à la place du Sanitat, est bitumée et ouverte à la circulation automobile. Elle rencontre les rues de la Verrerie et Ferréol-Bolo.

## Origine du nom
Le nom de la voie célèbre la campagne de conquête de l'Algérie par la France, notamment la prise d'Alger en 1830.

## Historique
Un nouveau quartier est construit, à partir de 1835, sur les emplacements occupés par le Sanitat et une verrerie. La voie prend la dénomination de « rue d'Alger » le 27 octobre 1837, 
En 1946, les travaux d'aménagement du tunnel ferroviaire de Chantenay sont entamés. Cette partie est souterraine, et passe sous toute la longueur de la rue. Cette partie de l'ouvrage est achevée en 1950.

## Bâtiments remarquables et lieux de mémoire

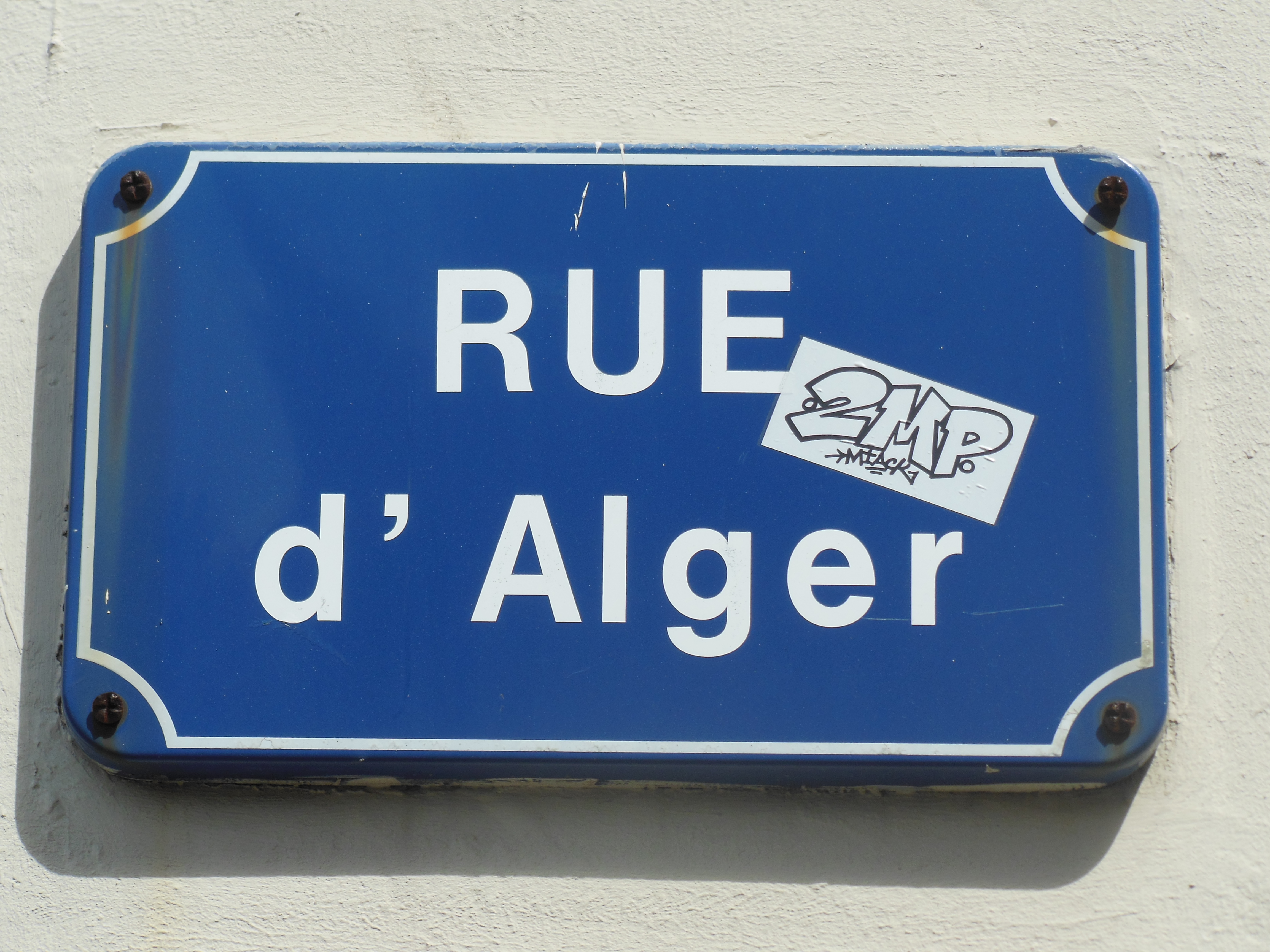
Panneau de la rue d'Alger.